# Caravaggisme
Het caravaggisme is een stroming in de 17de-eeuwse schilderkunst, naar aanleiding van de revolutionaire stijl van de Italiaanse meester Caravaggio. De stroming is niet te beschrijven als een groep, noch als een school, zeker niet als gestructureerde beweging, maar hoogstens als Italiaanse navolging, als beïnvloeding. Deze mentale aanpassing situeert zich tussen de oppositie tegen de classicistische retoriek van de academies enerzijds en de illusionistische geestdrift van de barok anderzijds.
Een aparte groep zijn de Utrechtse caravaggisten.

## Italië
In Italië vond het caravaggisme zijn grootste weerklank in de 17de eeuw. Tot de vroegste navolgers behoorden Orazio Gentileschi en Bartolommeo Manfredi. Verder werden bekende kunstenaars beïnvloed als Artemisia Gentileschi, Carlo Saraceni en Adam Elsheimer, Orazio Borgianni, Antiveduto Grammatica, Marco Antonio Bassetti, Domenico Fetti, Alessandro Turchi, Domenico Fiasella, Bernardo Strozzi, Gioacchino Assereto, Giuseppe Vermiglio, Niccolò Musso, Spadarino, Giovanni Serodine, Mattia Preti, de Bamboccianti, Michelangelo Cerquozzi, Michael Sweerts, Battistello Caracciolo, Orazio Riminaldi, Pietro Paolini, José de Ribera, Paolo Domenico Finoglia, Andrea Vaccaro, Francesco Rustici, Bernardo Cavallino, Massimo Stanzione, Francesco Francanzano, Francesco Guarino, Bartolommeo Passante, Giovanni Spinelli, Aniello Falcone, Salvator Rosa, Luca Giordano, Luca Forte, Paolo Porpora, Giovanni Battista Raopolo.

## Noordelijke Nederlanden
In de deels gereformeerde Noordelijke Nederlanden van de 17de eeuw, vlotter dan in de katholiek gebleven Zuidelijke Nederlanden, waren Hendrick ter Brugghen, Gerard van Honthorst, en Dirck van Baburen, bij hun terugkeer uit het Italiaanse verblijf, de geestdriftige promotoren van het caravaggisme in de Utrechtse school (zie ook Utrechtse caravaggisten). Matthias Stom, Jan van Bijlert, Bambocianti (P. Van Laer), Frans Hals, Judith Leyster, D. De Haen, Wybrand de Geest, W.P. Crabeth, Pieter de Grebber, Michael Sweerts, Cornelis van Poelenburch, Bartholomeus Breenbergh, Herman van Swanevelt, Nicolaes Berchem, Gerard Terborch, Jan Steen, Pieter de Hoogh, Johannes Vermeer en de meester bij uitstek van het chiaroscuro, Rembrandt, ontliepen de caravaggistische invloeden niet.

## Zuidelijke Nederlanden
In de Zuidelijke Nederlanden had Peter Paul Rubens wel de stijl van Caravaggio bewonderd en verwerkt, tijdens zijn Italiaans verblijf. Ook Antoon van Dyck werkte aanvankelijk onder die invloed. Nicolas Régnier, Louis Finson, Gerard Seghers, Theodoor Rombouts, Jan Janssens, Jacob Jordaens, Adriaen Brouwer, David Teniers, Theodoor Van Loon, Theodoor van Thulden, Adam de Coster, Jacques de l'Ange en Gérard Duffet verwerkten invloeden van het caravaggisme.

## Frankrijk
In Frankrijk werd het caravaggisme belemmerd, enerzijds door het classicistische conservatisme van het Koninklijke Hof en anderzijds door de instelling van de Academie in 1648. Het caravaggisme bloeide daarom vooral in de provincie. Het was de Vlaamse Bruggeling L. Finson die de revolutionaire stijl in Aix-en-Provence introduceerde, in 1613. Valentin de Boulogne, Chalette, Guy François, Nicolas Tournier, Simon Vouet, A. Rivals, P. Quantin, J. Tassel, Baugin, Stoskopf, Louise Moillon, Georges de La Tour, L. le Nain, Philippe de Champaigne en Laurent de la Hyre werden door de kunst van Caravaggio beïnvloed.

## Spanje
In 1593 bracht de Lombard Borgianni het caravaggisme in Spanje. Francisco de Ribalta, Juan de Ribalta, Francisco Pacheco, Diego Velázquez, Carducho, José de Ribera, Francisco de Zurbaran en Juan Bautista Maíno zorgden er mede voor dat de Caravaggio-stijl onvergetelijk werd.